# Szánti Judit
Szánti Judit (Budapest, 1951. július 1. – Budapest, 2021. december 19.) magyar énekesnő, gitáros, dalszövegíró.

## Életpályája
Zenei általános iskolába járt, ahol zongorázni tanult. 1966-ban a Varga Katalin Gimnázium diákjaként, Karda Beáta és Máté Péter mellett megnyerte a Budai Ifjúsági Park könnyűzenei tehetségkutató versenyét, amelyet a Magyar Televízió is közvetített. Jutalmul, szombatonként itt, az Ifiparkban léphetett fel. Szakmaként gimnázium évei alatt műszaki rajzot tanult és a későbbiekben varrással is foglalkozott. Felvették a szegedi egyetem bölcsészkarára, de tanulmányait nem kezdte el. 

„Ott voltam ennek a műfajnak vagy még inkább művészetnek a hazai születésénél; ezt igazán csak azok érthetik, akik szintén ott voltak. Megszületett egy új művészet, s ezt mindmáig nagyon komolyan veszem.”

1967 és 1969 között a Pinceszínházban szerepelt. 1971-től Magyarország második női beat- és rockzenekarának, a Vadmacskáknak a gitárosa és énekese lett. Az együttes további tagjai: Nagy Kati (billentyűs hangszerek), Szigeti Edit (gitár), Fáy Kriszta (csellista, basszusgitár) és Csuka Mary (dob). (Az első lányzenekar 1969-ben a Beatrice volt.) 

„Hirdetés útján kerültem az együttesbe. Énekes gitárost kerestek, én meg gitározni is tudok egy kicsit. Három szép évünk volt. Játszottunk színházban is. A Liliomfihoz írtuk és szolgáltattuk a zenét a József Attila Színházban.”

 A Vadmacskák, többek között a Fonográf, a Bergendy és az Omega előzenekaraként is fellépett. 1974-ben az Érezd magad jól című daluk kislemezen is megjelent, ám a Vadmacskák együttes még abban az évben feloszlott. Szánti Judit 1975-től a Mikrolied vokál tagja lett. 1973-tól megalakult a Volán Rt. együttes, amelyben a basszusgitáros Sáfár József, a magánéletben is az énekesnő Szánti Judit társa lett. 1979-től már Volán zenekar néven működött. A zenekar tagjai voltak Szánti Judit mellett Várszegi Éva (ének), Szigeti Edit (gitár, ének), Sáfár József (basszusgitár), Pálmai Zoltán (dob), Dáni János (billentyűs hangszerek) majd Szigeti  Edit és Várszegi Éva kiválása és a tagcseréket követően Karráth György (dob), Lippényi Gábor (billentyűs hangszerek), Major János (szólógitár). Szánti Judit a zenekar szólóénekese és szövegírója volt. Dalszövegeket a későbbiekben írt még Karda Beátának és a P. Box együttesnek is, illetve saját magának. Stúdió énekesként, vokalistaként számos zenei felvétel közreműködője volt. Sáfár József mesélte Szánti Juditról és a Mikrolied vokálról:

„Jutka 127 lemezen énekelt. Nem akartam elhinni. Mikor? Omega-lemezen vokáloztak, Máté Péter, Korda, Koncz Zsuzsa, Zalatnay… Minden lemezen ők énekeltek. Máté Péter idetelefonált annak idején: „Jutka, gyertek be hárman a nyolcas stúdióba!” „Mit kell csinálni?” „Majd megmondom.” Bementek a stúdióba, megnézték, mi a szöveg, Peti a zongorán megmutatta a három szólamot külön, és ők nem azt kérdezték, hogy Fisz-dúrban van-e vagy G-dúrban, hanem egyből írták oda, hogy „fá-lá-fámi-ti”, utána beálltak a mikrofon elé, piros jel, és felénekelték három-négy szólamban!…Jutka például volt Kodály lakásán is, mint kiválasztott 10-11 éves kislány, kakaóra meg volt hívva, mert megnyert valami szolfézs-versenyt.”

 A Mikrolied vokál tagjaként rendszeresen fellépett a Tessék választani! című könnyűzenei bemutatókon és például a Metronom '77 című televíziós, könnyűzenei versenyen is. Dolgozott az Omegával, a Beatrice együttessel, az Express együttessel stb. Szólistaként közreműködött olyan világslágerekből készült válogatáslemezeken, ahol magyar énekesek külföldi előadók aktuális dalai énekelték eredeti nyelven. (Szánti Judit például Amanda Lear, Annie Lennox vagy Billy Joel egy-egy dalát.) Szólistaként hazai válogatás lemezeken is hallható, például a Szívdobbanás című albumon, vagy Benkő Dániel: Pop Antico című lemezén, és a Filmslágerek című 1991-es válogatás albumon is. 1982-ben jelent meg két dalt tartalmazó kislemeze. 1985-ben Szombat éjjel címmel kiadták önálló albumát, amelyen feldolgozások mellett neki írt dalokat is énekelt. Énekes-színészként szerepelt a Rock Színház első bemutatóján az Evita című előadásban, és a Soproni Petőfi Színházban Az első sírásó című musicalben. A 2000-es években pubokban lépett fel. 2018-ban magánkiadásban jelent meg Devil Or Angel című CD-je.

## Diszkográfiája

### Kislemezek
- A vonat (Remedium) – Túl zajos nekem ez a világ 	(Start, SPS 70484, 1982)
- Rock és a Boogie (Soltész Rezső) – Volt egy sztár (Szánti Judit) 	(Pepita, SPS 70542,	1982)
- Dalok az Elcserélt szerelem című filmből (Nagy Feró; Csuka Mónika; Szánti Judit; Somló Tamás)	(Pepita, SPS 70576, 1983)

### Albumok
- Top 12 ( Pepita, SLPX 17677) – Fabulous Lover (Szánti Judit); Honesty (Szánti Judit)
- Szombat éjjel (Favorit, SLPM 17892,  1985)
- Pop Antico (Hungaroton / SLPM 19292, 1985) – Dal a szerelemről (Szánti Judit)
- Filmslágerek (Varietas Records,	MK 1991/017	1991) – Még sohase fájt a szívem (Szánti Judit)
- Devil Or Angel (CD, magánkiadás, 2018)

## Színházi munkáiból
- Szigligeti Ede – Szigeti Edit: Liliomfi... zenész, énekes (A Vadmacskák együttessel – József Attila Színház)
- Andrew Lloyd Webber – Tim Rice: Evita... szereplő (Rock Színház – Margitszigeti Vörösmarty Kertmozi)
- Papp Gyula – Marno János: Az első sírásó... Cigányasszony; Kepler anyja; Varjú 1. (Soproni Petőfi Színház)